# Vương quốc Sunda
Vương quốc Sunda (tiếng Indonesia: Karajaan Sunda, tiếng Sunda: Karajaan Sunda) hay Tốn Tha (巽他) là một nhà nước cổ của người Sunda ở miền tây Java trải rộng từ eo biển Sunda tới sông Brebes và sông Serayu ở miền trung Java. Vương quốc theo đạo Hindu này tồn tại từ năm 669 đến khoảng năm 1579.

## Hình thành và phát triển
Theo một tài liệu cổ có tên Wangsakerta, thì Tarusbawa của nước Sunda Sambawa được vua Tarumanagara gả con gái cho và sau đó được chọn làm người kế vị ngai vàng của Tarumanagara vào năm 669. Lúc này Tarumanagara đã suy yếu. Muốn khôi phục đất nước được vinh quang như nước Sundapura xưa, ông đổi tên nước từ Tarumanagara thành Sunda. Năm 670, Tarusbawa buộc phải chia đất nước thành hai phần, phần phía đông sông Tarum (Citarum) cho vua của Galuh, một thuộc quốc cũ của Tarumanagara, còn ông tiếp tục cai trị phần còn lại. Việc chia nước dễ dàng này khiến cho quan hệ giữa Sunda và Galuh tốt đẹp.
Khi vua Tarusbawa qua đời, cháu nội ông là công chúa Tejakencana lên kế vị. Cha của công chúa qua đời còn trước cả ông nội bà. Công chúa lại kết hôn với hoàng tử Rakeyan Jamri, con của Bratasenawa vua Galuh. Năm 723, Rakeyan Jamri lên làm vua Sunda. Sau đó ông đồng thời làm vua của Galuh và xưng là Sanjaya. Tuy hai nước không thống nhất lại thành một, nhưng việc một người làm vua hai nước đã tạo nên một liên hiệp.
Quan hệ giữa Sunda và Galuh tương đối kỳ lạ như vậy. Đôi khi, hai nước cùng do một vị vua trị vì; và đôi khi mỗi nước một vua. Những lúc hai nước chung một vua là dưới thời:
- Sanjaya (723 – 732) đóng đô ở Kawali Galuh (thị trấn Ciamis ngày nay)
- Tamperan hay Rakeyan Panaraban (732 - 739) đóng đô ở Kawali Galuh
- Wuwus (819 – 891) đóng đô ở Pakuan (thành phố Bogor ngày nay)
- Darmaraksa (891 – 895) đóng đô ở Pakuan
- Prabu Guru Darmasiksa, đóng đô ở Sawunggalah (thành phố Kuningan ngày nay)
- Rakeyan Jayadarma đóng đô ở Kawali
- Prabu Ragasuci (1297–1303) đóng đô ở Saunggalah
- Prabu Citraganda (1303–1311) đóng đô ở Pakuan
- Prabu Lingga Dewata (1311–1333) có lẽ đóng đô ở Kawali
- Prabu Ajiguna Wisesa (1333–1340) đóng đô ở Kawali.
- Prabu Maharaja Lingga Buana (1340–1357) đóng đô ở Kawali
- Prabu Mangkubumi Suradipati/Prabu Bunisora (1357–1371) đóng đô ở Kawali
- Prabu Raja Wastu/Niskala Wastu Kancana (1371–1475) đóng đô ở Kawali
- Sri Baduga Maharaja (1482 to 1521) đóng đô ở Pakuan

Rakeyan Jayadarma là con rể của Mahisa Campaka, vua nước Singharari và Sangrama Wijaya (hay Raden Wijaya) - người sáng lập vương quốc Majapahit chính là con ông. Đây là lý do tại sao giữa Sunda và Majapahit có quan hệ tốt đẹp, mặc dù tể tướng Gajah Mada của Majapahit luôn muốn sáp nhập Sunda vào Majapahit. Theo sách Kidung Sunda, Gajah Mada đã lên một kế hoạch theo đó vua Majapahit là Hayam Wuruk giả xin cưới công chúa Sunda. Vua Prabu Maharaja Lingga Buana của Sunda tin là thật và cử một đoàn hoàng tộc đông đảo đưa dâu tới kinh đô Majapahit. Đích thân nhà vua dẫn đầu đoàn. Tại Majapahit, Gajah Mada tuyên bố vua Sunda phải đầu hàng, phải chấp nhận để Sunda làm thuộc quốc của Majapahit và công chúa chỉ được làm thiếp của vua Hayam Wuruk thay vì làm hoàng hậu. Vua Prabu Maharaja Lingga Buana đã cự tuyệt đề nghị và dũng cảm chiến đầu với đoàn quân Majapahit xông đến. Toàn đoàn hoàng tộc Sunda đã bị Gajah Mada cho quân sát hại. Công chúa của Sunda tự vẫn. Vua Prabu Maharaja Lingga Buana được người Sunda tôn vinh là anh hùng.
Đến thời vua Sri Baduga Maharaja, năm 1482, kinh đô của Sunda được dời về Pakuan (thành phố Bogor ngày nay). Năm này được xem là năm thành lập thành phố Bogor mặc dù thực tế là các vua thứ ba và thứ tư của Sunda đã từng đóng đô ở đây. Giữa Pakuan và thành phố cảng Sunda Kalapa (thủ đô Jakarta ngày nay) có một con đường đi lại khá thuận tiện. Vua Sri Baduga Maharaja đã có nhiều chính sách làm cho Sunda hưng thịnh. Thời ông trị vì chính là thời kỳ hoàng kim của Sunda.

## Diệt vong
Thế kỷ 16, các hồi quốc trở nên lớn mạnh cả ở Java. Hồi quốc Demak cuối cùng đã tiêu diệt được vương quốc Majapahit một thời đế quốc. Ở Java chỉ còn lại hai vương quốc theo đạo Hindu là Sunda ở tận cùng phía tây Java và Blambangan ở tận cùng phía đông Java. Để kháng cự lại áp lực của Demak, vua Sri Baduga Maharaja đã sai con trai mình đến Malacca cầu viện người Bồ Đào Nha và đổi lại ký hiệp ước hòa bình và thương mại tự do với người Bồ Đào Nha.
Sau khi Sri Baduga Maharaja qua đời, con trai ông là Prabu Surawisesa Jayaperkosa (tức Ratu Sang Hiang, hay Ratu Samian) lên kế vị. Lúc này Sunda đối mặt với sự bành trướng ngày càng tăng của các hồi quốc Demak và Banten. Vua mới đã cho phép người Bồ Đào Nha xây dựng nhà kho và pháo đài ở cảng Sunda Kelapa và đổi lại giúp nước ông chống quân xâm lược. Các thuyền của Bồ Đào Nha tại cảng này được phép chất bao nhiêu bao tiêu tùy thích. Hàng năm, vua Sunda còn gửi tặng vua Bồ Đào Nha một nghìn bao (khoảng 20 tấn) hạt tiêu. Hiệp ước này giữa Sunda và Bồ Đào Nha đã không được phía Bồ Đào Nha thực hiện đầy đủ. Người Bồ Đào Nha đã không xây pháo đài vì bản thân họ còn đang vướng rắc rối ở Goa, Ấn Độ. Khi người Bồ Đào Nha quay lại Sunda thì đã qua muộn. Liên quân Cirebon-Demak trước đó đã tấn công Sunda Kelapa, giết hết các quan địa phương ở đây và gia đình họ, tàn phố thành phố. Quân Sunda từ kinh đô đến phản công tự nhận thấy mình không đủ sức đánh trả quân Hồi giáo, nên đã rút về. Sunda Kelapa được người Hồi giáo đổi tên thành Jayakarta hay Jakarta. Có khoảng 30 thủy thủ Bồ Đào Nha bị đắm thuyền vì bão và bơi đến thành phố cảng này lập tức bị quân Hồi giáo giết chết. người Bồ Đào Nha nhận ra mình không đủ sức, nên từ bỏ Sunda.
Cuộc chiến giữa liên quân Cirebon-Demak với Sunda kéo dài khoảng gần 5 năm. Cuối cùng, vào năm 1531, hai bên ký hòa ước. Nhưng vào thập niên 1550, quân đội hồi quốc Banten đã tấn công vào kinh đô Pakuan của Sunda. Dưới thời vua Raja Mulya, tức Prabu Surya Kencana, Sunda suy yếu rõ rệt vì sức ép của người Hồi giáo và cuối cùng diệt vong vào năm 1579. Gần như toàn bộ lãnh thổ của Sunda bị sáp nhập vào Hồi quốc Banten.

## Văn hóa
Văn hóa Sunda quan hệ chặt chẽ với bản chất nông nghiệp của nền kinh tế, đặc biệt là nghề trồng lúa. Nyi Sri Pohaci hay Sanghyang Asri, là thần lúa và đồng thời là vị thần tối cao trong Sunda Wiwitan - tín ngưỡng bái vật giáo truyền thống của người Sunda. Văn hóa Sunda có sự hòa hợp giữa Sunda Wiwitan với Hindu giáo và với Phật giáo.

## Kinh tế
Ngành kinh tế chủ lực của Sunda là sản xuất lúa gạo. Vua Sunda thu tô bằng gạo và cất trữ trong nhà kho. Sunda cũng là một nguồn sản xuất hồ tiêu chất lượng cao hàng đầu của thế giới khi đó. Vương quốc này tham gia vào mạng lưới buôn bán hương liệu và gia vị ở quần đảo Indonesia.